# Se ti calma
Se ti calma è un singolo del cantautore italiano Olly e del produttore discografico italiano Jvli, pubblicato il 12 marzo 2021.

## Descrizione
Il brano, scritto da entrambi gli artisti, è prodotto da Julien Boverod, in arte Jvli.

## Video musicale
Il video musicale, diretto da Guido Bregante, è stato pubblicato in concomitanza all'uscita del brano attraverso il canale YouTube di Olly.

## Tracce
Testi e musiche di Federico Olivieri e Julien Boverod.
1. Se ti calma – 2:08